# Zeil (schip)

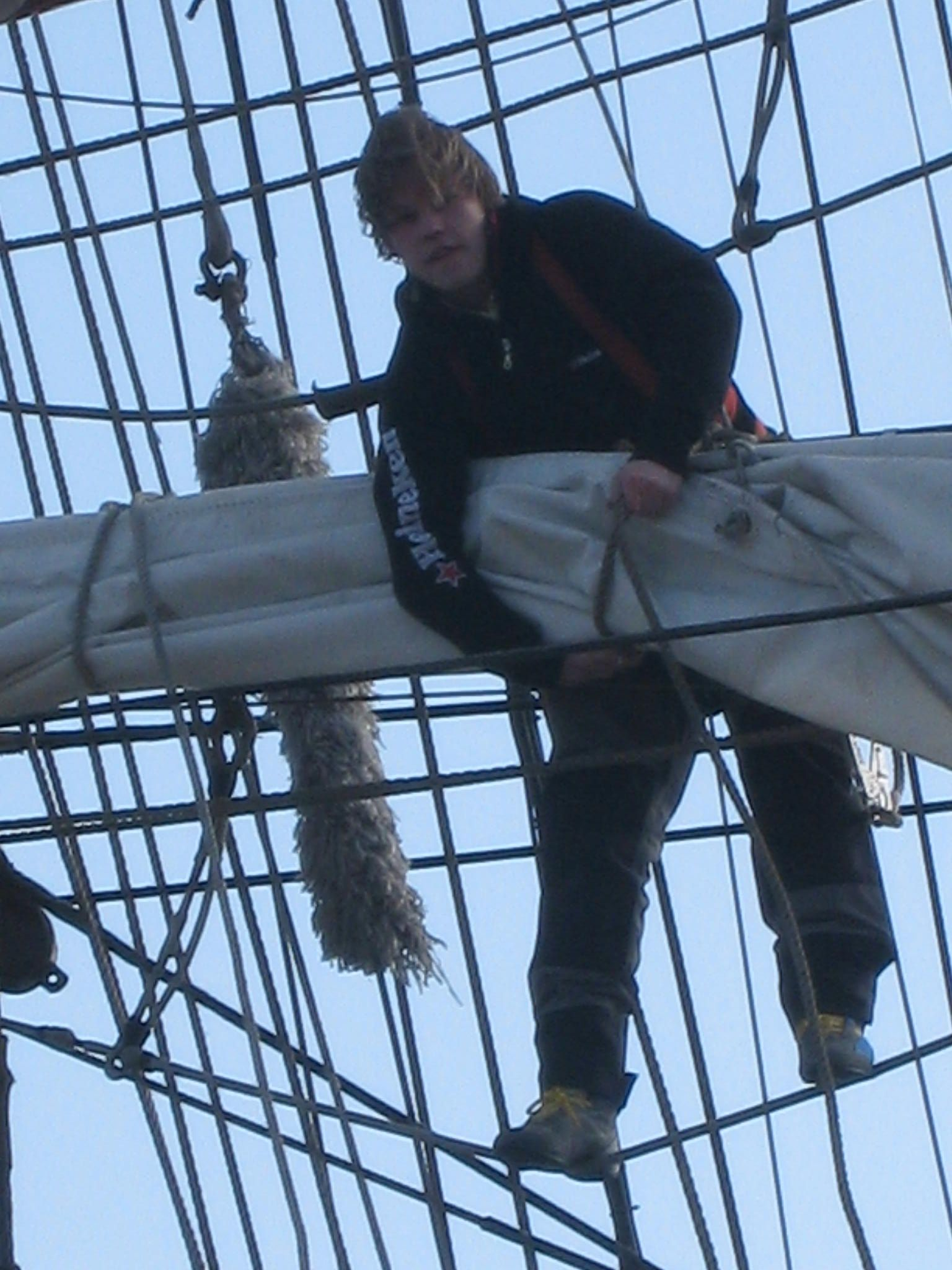
Het opdoeken van een zeil (Oostende 2008)

Een zeil is een doek op een schip dat bedoeld is om de kracht van de wind te vangen en om te zetten in een voortstuwende kracht voor het schip. De stand van het zeil ten opzichte van het schip is vaak verstelbaar, zodat ondanks verschillende invalshoeken van de wind toch een efficiënte voortstuwing kan worden verkregen.
Met een zeil wordt het eigenlijke doek bedoeld. Het geheel van masten, touwwerk en zeilen heet tuigage of tuig. De vorm van de zeilen is afhankelijk van de gevoerde tuigage en de plaatsing van het zeil.
Veel zeilschepen zijn uitgerust met verscheidene zeilen, elk met hun eigen functie en bediening. Sommige zeilen zijn bij elke wind inzetbaar, andere alleen bij bepaalde invalshoeken van de wind of windsterktes. De zeiloppervlakte kan door de scheepsbemanning manueel vergroot of verkleind worden door de zeilen per stuk te reven. Grote schepen zijn uitgerust met verscheidene masten waaraan zeilen zijn bevestigd. Per type schip zijn er andere zeilen in gebruik. Voor een aantal typen worden hier de mogelijk te voeren zeilen opgesomd. Voor een beschrijving van zeilvoering per type, zie de lijst van traditionele typen zeilschepen.

## Werking
Een zeil werkt niet alleen doordat wind hiertegen duwt. Net zoals bij een vleugel, kan een zeil lift genereren. Andere delen van een zeilschip zoals een kiel of een zwaard, maar ook de vorm van de romp, zijn erop gemaakt om de zijwaartse component van deze lift op te heffen, waardoor een schip weinig drift en vrijwel rechtdoor vaart. Deze lift kan worden gegenereerd op alle koersen behalve voor de wind en in de wind. Hierdoor kunnen sommige zeilschepen in de juiste omstandigheden harder varen dan de snelheid van de wind.

## Opbouw van het zeil
Een zeil is driehoekig of vierhoekig, op de moderne schepen zijn ze doorgaans driehoekig. Vierhoekige zeilen komen voor op de klassieke ra-getuigde schepen en op gaffelgetuigde schepen.
De benamingen voor een driehoekig zeil:
- voorkant: voorlijk
- achterkant: achterlijk
- onderkant: onderlijk
- bovenste hoek: tophoek
- voorste hoek (onderkant): halshoek
- achterste hoek (onderkant): schoothoek

Bij een vierhoekig zeil, aan de bovenkant uitgehouden met een gaffel, is als extra kant de bovenkant:
- bovenkant: bovenlijk

En de benaming voor de extra hoek, op de plaats waar de klauw van de gaffel tegen de mast aan zit:
- klauwhoek

Het vierhoekige ra-zeil heeft twee halshoeken (boven, aan ieder uiteinde van de ra) en twee schoothoeken (onder).

### Lijnen voor het zeil
Voor het kunnen werken met een zeil zijn twee typen lijnen nodig, de lijnen om het zeil te hijsen en te spannen (vallen en strekkers) en de lijnen om het zeil te besturen (schoten en brassen).
De vallen en strekkers:
- piekeval of nokkeval
- klauwval
- fokkeval
- onderlijkstrekker

Op traditioneel getuigde schepen kan de giek opgetrokken worden tot min of meer naast de gaffel met een lijn die dirk of kraanlijn wordt genoemd. Daarmee wordt het zeil volledig ontspannen en kan de wind het schip niet meer voortstuwen. Een schip tijdelijk voor anker hoeft op die manier de zeilen niet te strijken.
De schoten:
- grootschoot
- fokkenschoot

Voor het razeil komen daar de brassen bij. Deze zijn bevestigd aan de ra. Deze zeilen worden bij het innemen naar boven getrokken en daarna op de ra opgedoekt. Sommige ra's blijven op hun plaats, anderen zakken langs de mast bij het innemen van het zeil.

## Typen van schepen en hun zeilvoering

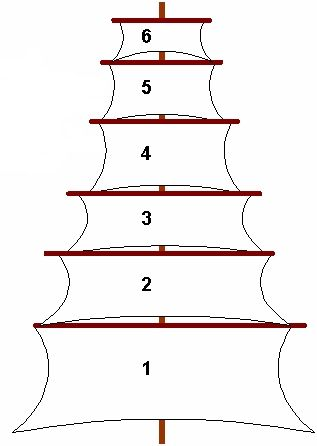
Zeilvoering grote mast:
1. Grootzeil
2. Grootondermarszeil
3. Grootbovenmarszeil
4. Grootbramzeil
5. Grootbovenbramzeil
6. Grootscheizeil

### Modern zeiljacht
Verschillende typen zeilen zijn:
- Grootzeil
- Genua (zeil), eventueel te vervangen door een fok of een stormfok
- Spinnaker, of eventueel een halfwinder

### Klassieke platbodems, 1 mast
Verschillende typen zeilen zijn:
- Grootzeil (gaffel-getuigd)
- Fok, eventueel te vervangen door een Stormfok
- Kluiver
- Aap, op deze schepen ook wel bezaan genoemd, niet te verwarren met de bezaan aan de bezaansmast.
- Vlieger
- Waterzeil

### Klassieke platbodems, 2 masten
Alle bovengenoemde typen zeilen (bij de 1 mast-platbodem), uitgebreid met een:
- Bezaan (gaffel-getuigd)

### Traditionele meermasters
De grote traditionele schepen zijn vaak uitgevoerd met meerdere masten. Veelal zijn de schepen dwarsgetuigd, met meerdere zeilen per mast. Dit levert een enorme hoeveelheid aan zeilen per schip op, en ieder zeil krijgt een eigen naam.

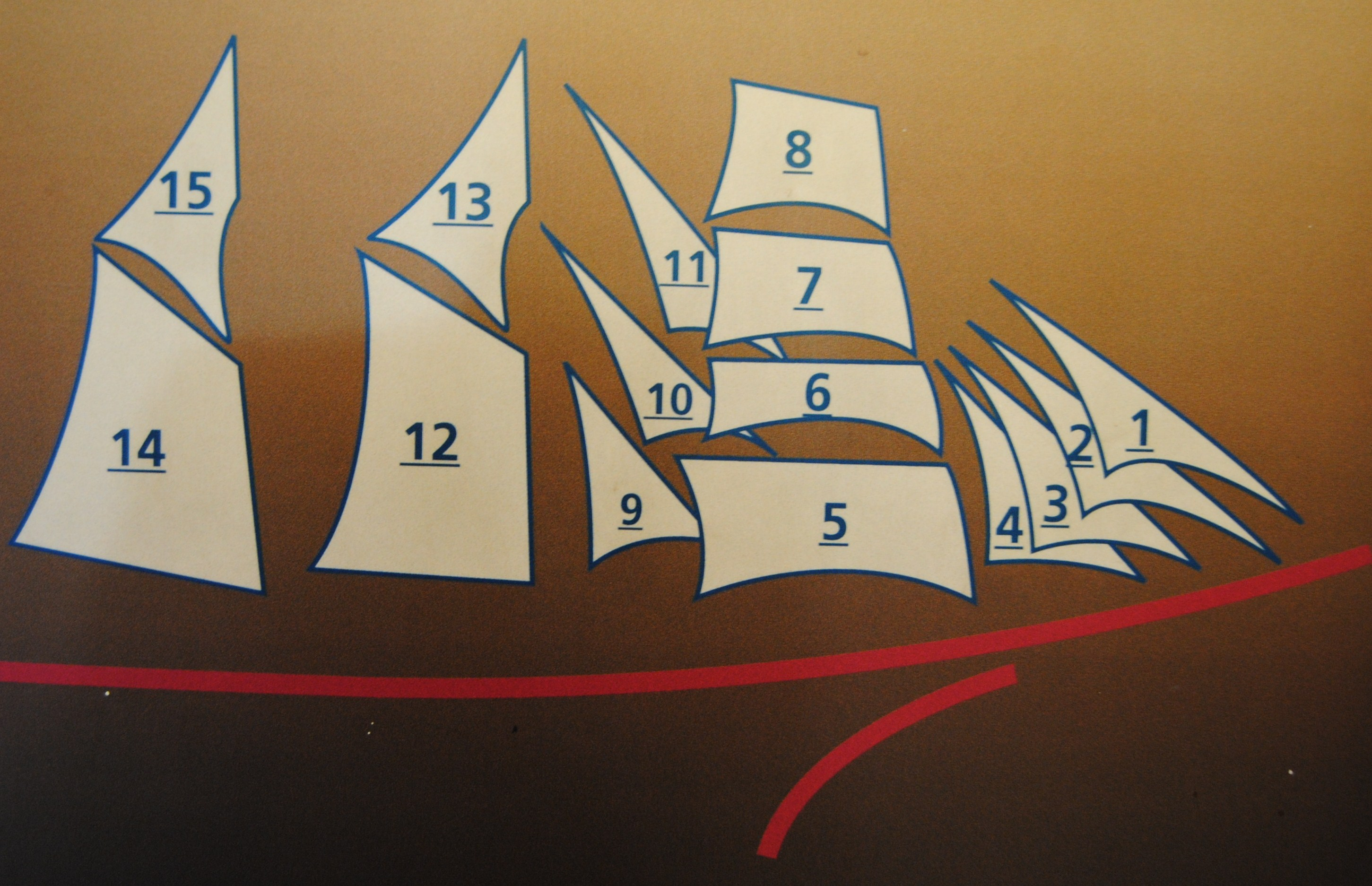
1) jager
2) buitenkluiver
3) binnenkluiver
4) voorstengestagzeil
FOKKEMAST
5) fok
6) ondermarszeil
7) bovenmarszeil
8) Bramzeil
9) grootstagzeil
10) grootmiddenstagzeil
11) grootstengestagzeil
GROTE MAST
12) grootzeil
13) grootgaffeltopzeil
BEZAANSMAST
14) bezaan
15) bezaansgaffeltopzeil

Hieronder worden de zeilen benoemd per mast, van onder naar boven, voor een dwarsgetuigde, vierkantgetuigde driemaster klipper
- Fokkemast
  - Fok
  - Voorondermarszeil
  - Voorbovenmarszeil
  - Voorbramzeil
  - Voorbovenbramzeil
- Grote mast
  - Grootzeil
  - Grootondermarszeil
  - Grootbovenmarszeil
  - Grootbramzeil
  - Grootbovenbramzeil
  - Scheizeil
- Kruismast
  - Begijn
  - Kruiszeil
  - Grietje
  - Bovengrietje

Niet alle dwarsgetuigde schepen hebben hetzelfde aantal zeilen. Zo ontbreekt het scheizeil vaak aan alle masten, maar komt het ook aan zowel grote als fokkemast voor. Bij de meeste schepen zijn de zeilen aan de grote mast iets groter, bij sommigen echter gelijk aan die van de fokkemast. De zeilen aan de kruismast zijn vrijwel altijd een stuk kleiner in oppervlakte.
Naast de vierkante zeilen aan ra’s aan de masten worden op deze schepen ook nog zeilen gevoerd aan de stagen, zowel aan de maststagen als aan de stengestagen. De zeilen worden voor de fokkemast gevoerd, maar ook tussen masten in.
- De zeilen vóór de fokkemast, van achter naar voren
  - Voorstengestagzeil of Binnenkluiver
  - Kluiver
  - Buitenkluiver
  - Jager
- De zeilen tussen grote mast en fokkemast, van onder naar boven
  - Grootstengestagzeil
  - Grootbramstagzeil
  - Grootbovenbramstagzeil of Groottopstagzeil
- De zeilen tussen kruismast en grote mast, van onder naar boven
  - Kruisstengestagzeil
  - Kruistopstagzeil of Vlieger
  - Kruisbovenvlieger

#### Lijzeil
Bij daarvoor ingerichte schepen kunnen bij matige wind nog ra-verlengingen, spieren, uitgeschoven worden, waaraan lijzeilen gevoerd kunnen worden
- Lijzeilen
  - Vooronderlijzeil
  - Voorbovenlijzeil
  - Voorbramlijzeil
  - Grootonderlijzeil
  - Grootbovenlijzeil
  - Grootbramlijzeil
  - Grootbovenbramlijzeil

### Tallships
Tallships zijn traditionele meermasters die worden ingezet bij het opleiden van mensen, meestal jongelui. De verwarring is dat volgens de door de opleidingsinstituten gebruikte definitie ook moderne schepen "tallship" kunnen zijn. In het spraakgebruik bedoelt men met een tallship over het algemeen een schip dat is ingedeeld onder Class A, dus vierkant getuigd en minimaal 40 meter lang, zonder de boegspriet en andere uitsteeksels. Bovendien geldt:

Volschip
Bark
Barkentijn
Brik
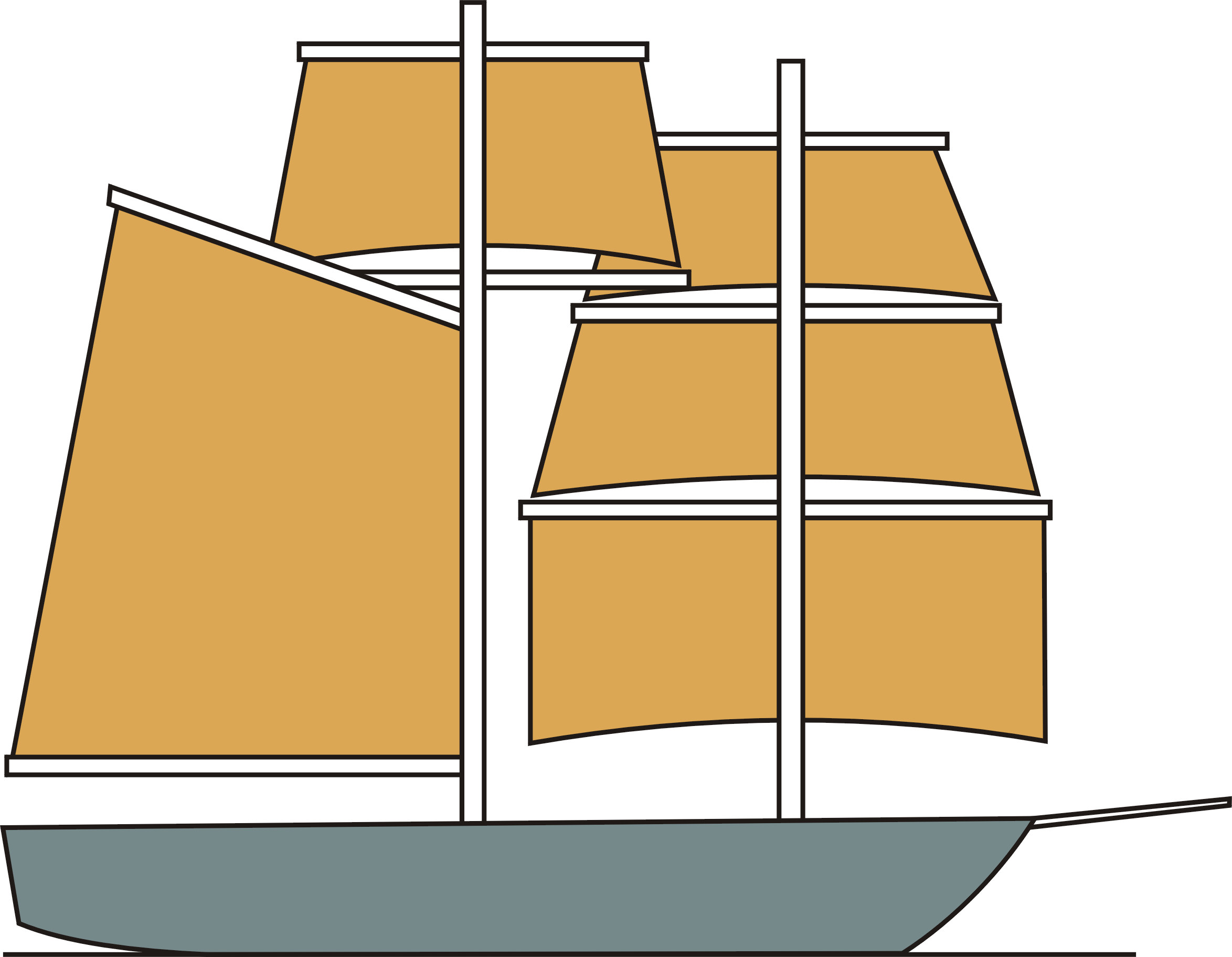
Brigantijn
Schoenerbrik